# رغل ثنائي الطبقة
الرغل ثنائي الطبقة (الاسم العلمي: Atriplex dimorphostegia) هو نوع نباتي يتبع جنس الرغل من الفصيلة القطيفية.

## الموئل والانتشار
موطنه بلاد الشام ومصر والمغرب العربي.